# Abiskoa
Abiskoa is een geslacht van spinnen uit de familie hangmatspinnen (Linyphiidae).

## Soorten
De volgende soorten zijn bij het geslacht ingedeeld:
- Abiskoa abiskoensis (Holm, 1945)